# Битва за тяжёлую воду (телесериал)
Битва за тяжёлую воду — норвежский телесериал.

## Сюжет
События показанные в фильм не являются выдумкой, всё основано на реальных фактах и именах. В годы Второй мировой войны норвежская компания Norsk Hydro производила «тяжелую воду» на заводе в Веморке и продавала немцам, которые планировали использовать её в строящемся ядерном реакторе. Англичане узнали об этом и начали подготовку отряда норвежских патриотов для уничтожения производственной линии завода и запасов тяжелой воды. Но первая же их операция была провалена… почти все десантники-диверсанты погибли. Повторная попытка уничтожения завода по производству «тяжелой воды» называлась «Ганнерсайд». На этот раз действовал отряд лыжников-диверсантов.

## Факты
- Тяжёлая вода — это вода которая выглядит как обычная, но в ней два атома тяжёлого изотопа водорода — дейтерия, а не два легкого (протия). Она практически не поглощает нейтроны в процессе деления ядер и замедляет их, позволяя управлять ядерной реакцией, кроме того эта вода является хорошим теплоносителем. Тяжелая вода — стала идеальным компонентом для первых ядерных реакторов на природном уране с перспективой выработки оружейного плутония 239—242 (идеально 239, не очень идеально для грязной бомбы — 240, 241, 242). Получают её методом эликториза с использованием химических веществ.
- Человек может выпить несколько стаканов «тяжелой воды» без особых последствий для своего здоровья. В течение нескольких дней весь дейтерий выходит из организма естественным путем. В больших концентрациях он смертельно опасен.
- В некоторых случаях «тяжелую воду» используют для лечения организма человека.
- Альтернативное название сериала «Диверсанты» (для Великобритании).
- Сериал был снят в Норвегии и Чешской Республике.
- Это не первый фильм посещенный уничтожению завода по производству «тяжелой воды».